# Tiverci
Tiverci (ukr. Тиверці); srednjovjekovno istočnoslavensko pleme, djelomično preci ukrajinske nacije, koji su najkasnije od 9. stoljeća živjeli na jugu Ukrajine i Moldove uz obalu Crnog mora. Njihovo područje nalazilo se na prostoru između rijeka Dnjestar i ušća Dunava uz današnju granicu s Rumunjskom. Imali su bliske veze sa svojim susjedima Bijelim Hrvatima i Uličima. Njihovo slavensko porijeklo do danas je ostalo predmetom rasprave, a neki povjesničari dovode Tiverce u vezu s iranskim narodima.
U 10. stoljeću Tiverci su postali dio Kijevske Rusi. Vodili su žestoke ratove sa svim euroazijskim plemenima s kojima je ratovala vlast u Kijevu. Do 13. stoljeća Tiverce su asimilirala ostala ukrajinska plemena, posebno su imali značajne kulturne kontakte s Bijelim Hrvatima i Uličima. Nakon pada Kijevske Rusi njihovo političko središte predstavlja grad Galič u sklopu Galičko-Volinjskog Kraljevstva. Veliki broj Tiveraca asmilirali su naknadno pridošli Vlasi odnosno Rumunji na prostoru srednjovjekovne Moldavije.

## Vanjske poveznice
- Povijesna uloga Tiveraca (ukr.)
- [neaktivna poveznica]